# ألكسندر ستيفانسون
الكسندر ستيفانسون (بالآيسلندية: Alexander Stefánsson)‏ هو سياسي أيسلندي، ولد في 6 أكتوبر 1922 في آيسلندا، وتوفي في 28 مايو 2008. انتخب وزير الشؤون الاجتماعية ‏ (10 أكتوبر 1983 – 9 أكتوبر 1987).